# Menozziola recurvata
Menozziola recurvata är en tvåvingeart som beskrevs av Borgmeier och Prado 1975. Menozziola recurvata ingår i släktet Menozziola och familjen puckelflugor. Inga underarter finns listade i Catalogue of Life.